# Teatro y filmoteca Al-Kasaba

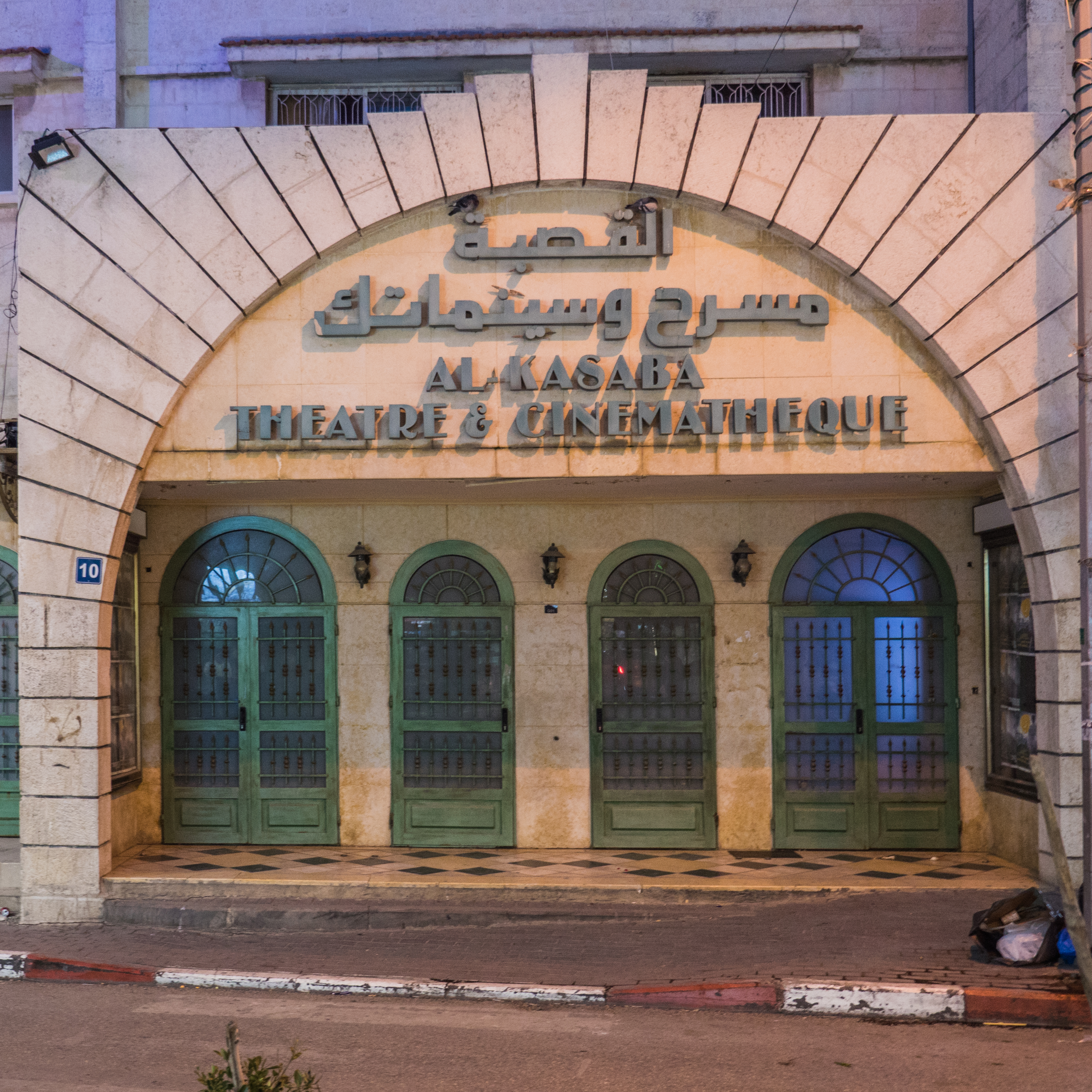
El Teatro y Filmoteca Al-Kasaba

El Teatro y Filmoteca Al-Kasaba (en inglés: Al-Kasaba Theatre and Cinematheque; en árabe: مسرح وسينماتك القصبة), conocido como Teatro Al-Kasaba (Al-Kasaba Theatre), es un teatro polivalente palestino situado en Ramala, Cisjordania. Sus dos salas ofrecen espectáculos de teatro y danza, conciertos y recitales, proyecciones de cine y conferencias.

## Historia
Su creación se debe a la compañía teatral Theatre Arts Group, fundada en Jerusalén en 1970. Tras llamarse brevemente Shawk Theatre, adoptó el nombre de Artistic Workshop (Taller Artístico) en 1986 para reflejar mejor sus actividades teatrales experimentales. En 1989, amplió sus actividades sirviendo también como sala de cine y sala de exposiciones, y abrió un restaurante. Tras obras de rehabilitación en 1998, adoptó su nombre actual, Al-Kasaba Theatre and Cinematheque. Pero el espacio que ocupaba, el antiguo cine Al Jameel, no ofrecía instalaciones adecuadas, por lo que el teatro se trasladó a Ramala donde abrió sus puertas en el año 2000.
El Teatro Al-Kasaba es el único teatro palestino donde tanto directores de escena como realizadores de cine pueden producir y mostrar sus creaciones en un espacio dotado de las últimas instalaciones profesionales.

## Instalaciones
El teatro tiene dos salas polivalentes:
- La Sala Antoine Saleh, con un aforo de 370 butacas.
- La Sala Abdul Latif Aqel, con un aforo de 290 butacas.

Dispone de un espacio de 100 m² para exposiciones, talleres y conferencias, y un restaurante abierto todo el día que puede acoger a 150 personas.

## Actividades
El Teatro Al-Kasaba tiene actividades para público adulto e infantil. Promueve la producción cultural local así como intercambios y producciones árabes e internacionales. Desde su creación, ha puesto en escena 65 producciones propias y ha participado en 32 festivales árabes e internacionales. Aparte de sus representaciones teatrales, tiene tres proyecciones de cine diarias y organiza regularmente semanas de cine internacional.
En 2006 tuvo lugar la primera edición del Festival Internacional de Cine Al Kasaba (Al Kasaba International Film Festival), un festival anual que se desarrolla conjuntamente en Ramala, en el Teatro Nacional Palestino de Jerusalén, la Universidad An-Najah de Nablus, el Centro Internacional de Belén, el Child Center A.M. Qattan Foundation de Gaza, y el Cinema Jenin de Jenín. Su director es Khaled Elayyan.
En 2009 se lanzó el Al-Manara Theatre Days International Festival, un festival internacional de teatro que acoge cada año producciones de Palestina, de países árabes y europeos.
En 2009 el director del Teatro Al-Kasaba, George Ibrahim, firmó un acuerdo de asociación con la Universidad Folkwang de Música, Teatro y Danza de Essen y el Departamento de Teatro de la Universidad de Bochum, para establecer una escuela nacional palestina de artes escénicas en Ramala. La Academia de Teatro (Drama Academy), se aloja en el Teatro Al-Kasaba pero está prevista la construcción de un edificio en el pueblo de Jifna, a 10 km de Ramala y 2 km de la Universidad de Birzeit. Ofrece estudios superiores de 3 años que culminan en un título de Bachelor, o grado, con reconocimiento internacional, y en 2012 empezó la posibilidad de cursar estudios bilingües árabe-alemán.
El Teatro Al-Kasaba es una ONG reconocida por el ministerio de Interior y el ministerio de Cultura del gobierno de la Autoridad Nacional Palestina. Recibe subvenciones principalmente de instituciones y ONGs europeas.